# Recurvirostra novaehollandiae
La avoceta australiana (Recurvirostra novaehollandiae) es una especie de ave caradriforme de la familia Recurvirostridae. No se reconocen subespecies.

## Descripción
Tiene el pico encorvado como el resto de las especies de su género. Presenta la cabeza y cuello de color castaño rojizo, blanco alrededor del ojo. El cuerpo es blanco con negro espeso en la parte de atrás y alas. Las patas son color gris. Mide aproximadamente 45 centímetro de altura. Vive alrededor de los lagos, y áreas poco profundas con pisos de barro.

## Distribución
Es endémica de Australia, siendo divagante en la isla de Tasmania y Nueva Zelanda.